# 2138 Swissair
2138 Swissair là một tiểu hành tinh được phát hiện ngày 17 tháng 4 năm 1968 bởi nhà thiên văn học Thụy Sĩ Paul Wild ở Đài thiên văn Zimmerwald gần Berne, Thụy Sĩ.